# Teresa del Castillo
Teresa del Castillo fue una bordadora española del siglo XIX que desarrolló una importante labor artística empleando la técnica del bordado, muchas de sus obras estuvieron destinadas a hermandades de penitencia de la Semana Santa de Sevilla.

## Biografía
Estuvo casada con Antonio del Canto Torralvo, profesor en la Escuela de Bellas artes de Sevilla. Estableció un taller propio en Triana en el que existe constancia documental de su actividad desde 1854.

## Obra
- 1854. Manto para la virgen de la Hermandad de la Quinta Angustia (Sevilla) sobre terciopelo azul. Resultó destruido en un incendio en el año 1931.
- 1857. Túnica para Jesús del Gran Poder de la Hermandad de Jesús del Gran Poder (Sevilla) que se conoce como la túnica de las coronas de espinas debido a que tiene cuatro bordadas. Se usó anualmente para la salida procesional de la corporación desde su realización hasta que fue sustituida en 1881 por la llamada túnica de los cardos confeccionada por las hermanas Antúnez.[2][3][4]
- 1874. Saya y manto para la Virgen de las Lágrimas de la Hermandad de la Exaltación.
- 1880. Vestiduras para el paso de misterio de la Hermandad de la Carretería (Sevilla).
- 1880. Manto para la Virgen de Villaviciosa de la Hermandad del Santo Entierro.
- 1881. Túnica para el Cristo con la Cruz al hombro de la Hermandad de El Valle, según diseño de su esposo Antonio del Canto.